# Stor-Skåltjärnen, Hälsingland
Stor-Skåltjärnen är en sjö i Härjedalens kommun i Hälsingland och ingår i Ljusnans huvudavrinningsområde. Sjön har en area på 0,134 kvadratkilometer och ligger 291,3 meter över havet. Sjön avvattnas av vattendraget Kårån.

## Delavrinningsområde
Stor-Skåltjärnen ingår i det delavrinningsområde (688231-145977) som SMHI kallar för Utloppet av Båthussjön. Medelhöjden är 331 meter över havet och ytan är 12,56 kvadratkilometer. Det finns inga avrinningsområden uppströms utan avrinningsområdet är högsta punkten. Kårån som avvattnar avrinningsområdet har biflödesordning 2, vilket innebär att vattnet flödar genom totalt 2 vattendrag innan det når havet efter 192 kilometer. Avrinningsområdet består mestadels av skog (91 procent). Avrinningsområdet har 0,38 kvadratkilometer vattenytor vilket ger det en sjöprocent på 3 procent.